# 929
929 (CMXXIX) var ett normalår som började en torsdag i den julianska kalendern.

## Händelser

### Okänt datum
- Abd ar-Rahman III, emir av Córdoba, tar sig titeln kalif.

## Födda
- Qian Chu, siste kungen av Wuyue.
- Yindi av Senare Han, kinesisk kejsare.

## Avlidna
- 7 oktober – Karl den enfaldige, kung av Västfrankiska riket 898–922
- Al-Battani, arabisk astronom.
- Thumal, arabisk kvinnlig domare.